# Giso Weyand

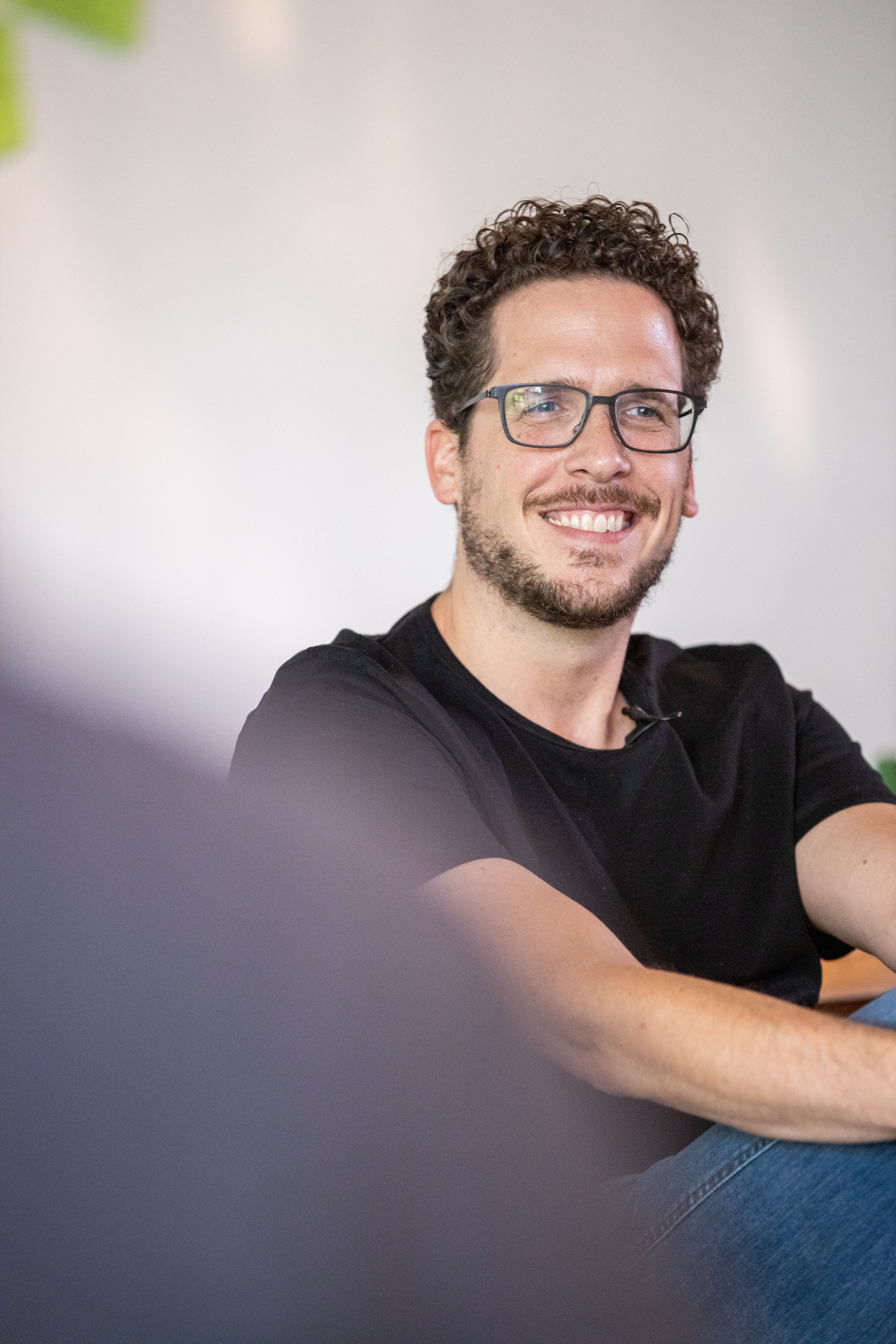
Giso Weyand (2020)

Giso Weyand (* 5. Februar 1980 in Weilburg/Lahn) ist ein deutscher Autor und Berater. Er wurde mehrfach als einer der jüngsten Unternehmer Deutschlands porträtiert.

## Leben
Weyand absolvierte sein Abitur an der Fürst-Johann-Ludwig-Schule in Hadamar. Anschließend studierte er Soziale Verhaltenswissenschaften, Rechtswissenschaften und Geschichte und absolvierte eine Ausbildung zum systemischen Berater am Frankfurter Institut für systemische Theorie und Praxis (ISTUP).

## Karriere
Weyand machte sich 1995 mit 15 Jahren dank einer Sondergenehmigung selbstständig und galt nach Aussage der Rhein-Zeitung als Europas jüngster Unternehmer. 1997 begann er, insbesondere mittelständische Consulting-Unternehmen und Agenturen zu beraten, und gründete das Unternehmen Team Giso Weyand. Parallel war er als Markenberater für New-Economy-Unternehmen sowie zwei Politik-Spitzenkandidaten tätig, bevor er sich vollständig auf den Beratungs- und Agenturmarkt fokussierte und als erster Meta-Berater galt.
Seit 2011 ist Weyand gelegentlich wieder für Personen des öffentlichen Lebens aktiv.
Von 2016 bis 2018 bloggte Weyand zu Strategie- und Markenthemen auf seinem Blog Weyand schreibt und publiziert weiterhin regelmäßig Fachartikel, Kommentare und Interviews in deutschen Wirtschaftszeitschriften und -zeitungen wie der WirtschaftsWoche, Werben & Verkaufen oder Horizont.

### Tätigkeit als Autor, Redner und Dozent
Weyand hat 14 Bücher zur Strategie und Markenbildung von Unternehmensberatern, Werbeagenturen, Trainern, Coachs und Interim Managern publiziert.
Als Referent ist er auf unterschiedlichen Branchenveranstaltungen vertreten, unter anderem für den Bundesverband Deutscher Unternehmensberater, den Deutschen Dachverband Interim Management (DDIM) und den Gesamtverband Kommunikationsagenturen GWA e. V. Er ist außerdem als Gastdozent an verschiedenen Hochschulen tätig.

## Thematischer Schwerpunkt und Haltung
Die Themen, über welche Weyand schreibt, sind vor allem die strategische Ausrichtung von Beratungsunternehmen und Agenturen, Markenführung für Professional Services, alternative Honorarmodelle und die strategische Rolle des Trusted Advisors.
Weyand vertritt die Auffassung, dass das in der Wirtschaft gängige Modell, wonach ein Kunde für den zeitlichen Aufwand eines Dienstleisters für eine Arbeit zahlt, nicht mehr zeitgemäß sei. Demnach verhindere das Modell das bestmögliche Ergebnis für Kunden bei einer wertangemessenen Honorierung. Weyand sieht daher alternative Honorarmodelle, wie wertbasierte Vergütung, als wirtschaftlicher und nutzbringender für beide Vertragspartner an.
Im Hinblick auf den Arbeitsprozess zwischen Professional Service Unternehmen wie Agenturen und Beratungshäusern und deren Kunden propagiert Weyand einen Rollenwechsel vom Dienstleister zum Experten oder Trusted Advisor. Anders als der Autor und Begründer des Begriffs David H. Maister vertritt er die Kernthese: Vertrauen und Augenhöhe in der Kundenbeziehung sind keine reinen persönlichen Phänomene, sondern das Resultat einer veränderten Haltung, eines spezifischen Handwerkszeugs und vor allem anderer Prozesse auf beiden Seiten.

## Publikationen (Auswahl)
- Allein erfolgreich: die Einzelkämpfermarke; Marketing für beratende Berufe. Göttingen: BusinessVillage, 2006, ISBN 978-3-938358-22-1
- Sog-Marketing für Coaches. So werden Sie für Kunden und Medien (fast) unwiderstehlich. Verlag managerSeminare, 2007, ISBN 978-3-936075-49-6
- (Hrsg.): Das gewisse Extra. Beratermarketing für Fortgeschrittene. Verlag managerSeminare, 2007, ISBN 978-3-936075-68-7
- Der richtige Berater. So finden Sie geeignete Trainer, Coachs und Consultants für Ihr Unternehmen. Campus Verlag, 2008, ISBN 978-3-593-41624-3
- Die 250 besten Checklisten für Berater, Trainer und Coachs. mi-Wirtschaftsbuch, 2008, ISBN 978-3-636-03115-0
- Praxisbuch Beratermarketing. Insider-Strategien für Berater, Trainer und Coachs. mi-Wirtschaftsbuch, 2010, ISBN 978-3-86416-021-9
- mit Miriam Bauer: 30 Minuten Trainermarketing. Gabal, 2010, ISBN 978-3-86936-133-8
- Allein erfolgreich – Die Einzelkämpfermarke. Erfolgreiches Marketing für beratende Berufe . Businessvillage, 2012, ISBN 978-3-86980-162-9
- Das Berater-Buch – Für Consultants, Trainer und Coachs. Strategien, Lösungen und Insider-Wissen für Ihren Erfolg. Campus Verlag, 2013, ISBN 978-3-593-39942-3
- Das neue Sog-Prinzip: Mehr Wachstum und Erfüllung mit Ihrer Beratungsboutique. Haufe, 2017, ISBN 978-3-648-10034-9
- Trusted Advisor: Mehr Sinn und Nutzen für Berater und Kunden. 2020, digitales Buch
- Trusted Advisor: Besseres Geschäft für Agenturen - und echter Nutzen für Kunden. 2020, digitales Buch